# Nomenclatura trinomial
La nomenclatura trinomial és un sistema nominal taxonòmic que sobrepassa el sistema estàndard de la nomenclatura binomial afegint-hi un tercer epítet. Es fa servir en biologia quan diferents organismes que són part d'una espècie formen grups separats que han de ser distingits per alguna característica.

La jerarquia del tàxon per sota del nivell d'espècie és:
- subespècie
- varietat
- subvarietat
- forma

No tots es fan servir per a una espècie en particular. En molts de casos els grups específics són regionals. A causa de l'aïllament geogràfic i l'adaptació a circumstàncies diferents, els llinatges regional evolucionen independentment adaptant-se als canvis de l'entorn i amb el temps pot esdevenir espècies diferents.
La forma més simple de nomenclatura trinomial ocorre quan només s'està especificant la subespècie. En aquest cas, el nom de la subespècie és afegit després del nom d'espècie, sense majúscules i en cursiva, talment com en el mot anterior. Si el gènere i l'espècie ja han estat anomenats en el mateix paràgraf, sovint s'abreuja a les lletres de l'inici: per exemple, es pot escriure: «El Corb marí (Phalacrocorax carbo) té diferents subespècies a Australàsia, p. ex. la negra P. c. novaehollandiae.»
Si es fan servir els taxons per sota del nivell de subespècie, això passa més sovint en les plantes que en altres clades, llavors caldrà sempre una abreviació identificadora. En grups on les divisions més petites són comunes és assenyat que també s'indiqui quan es fa servir un nom de subespècie.
Des d'un punt de vista científic, un nom és incomplet sense una etiqueta d'autor i detalls de publicació. Cal especificar qui va publicar el nom, en quina publicació i donar-ne la data.